# Geschiedenis van Terwaan

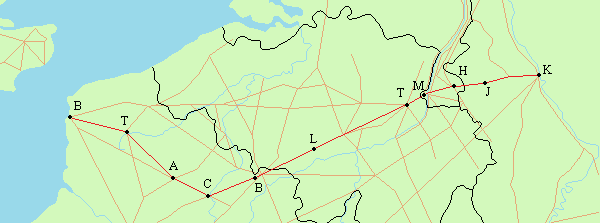
Via Belgica: Plaatsnamen vanaf het Kanaal (westen) tot aan de Rijn (oosten): Boulogne-sur-Mer (Bonen), Therouanne (Terwaan), Arras (Atrecht), Cambrai (Kamerijk), Bavay (Bavik), Liberchies, Tongeren, Maastricht, Heerlen, Julich (Gullik) en Keulen

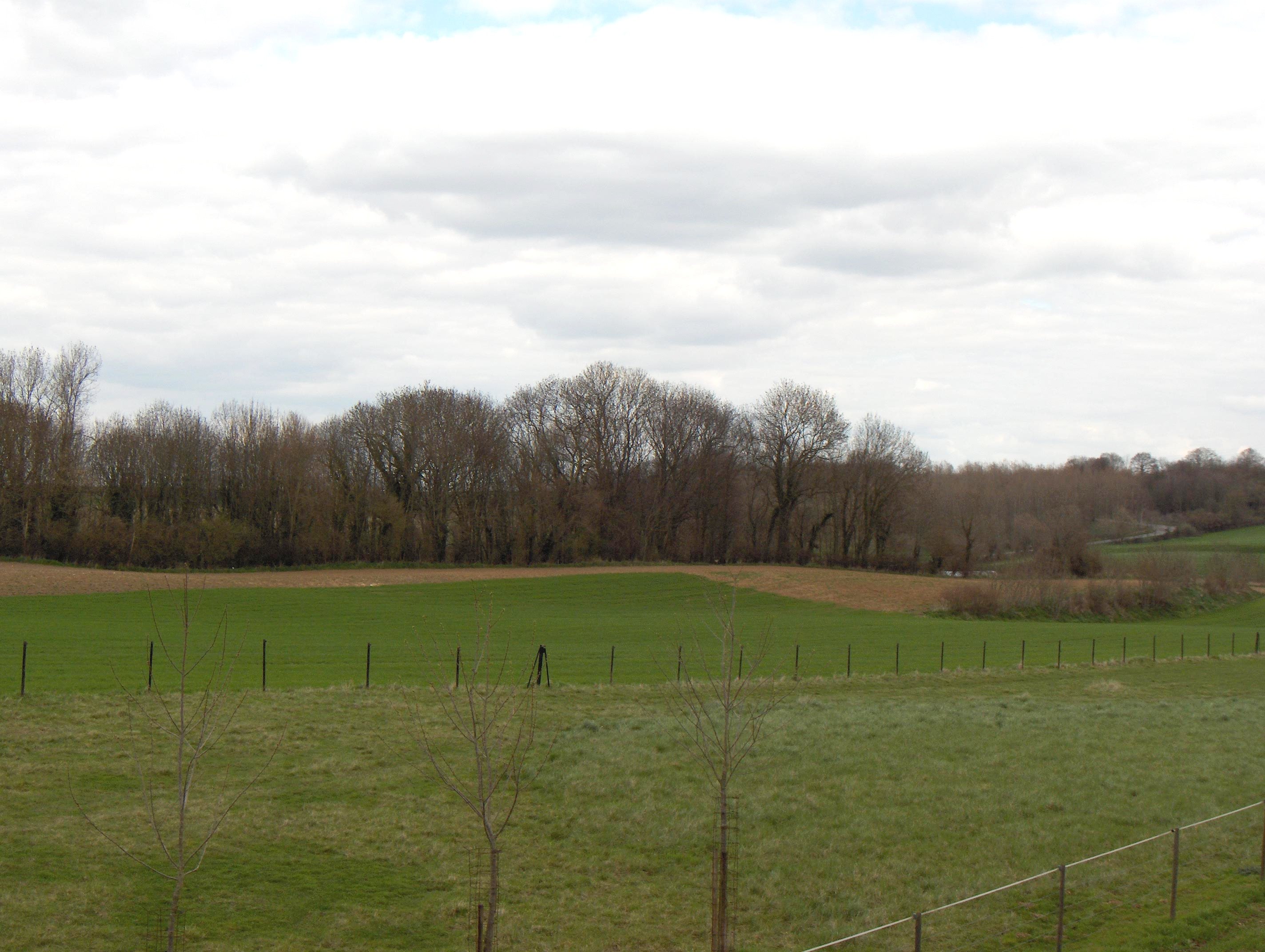
Sporen van de noordelijke stadvesten van Terwaan in het landschap (wal met een haag begroeid)

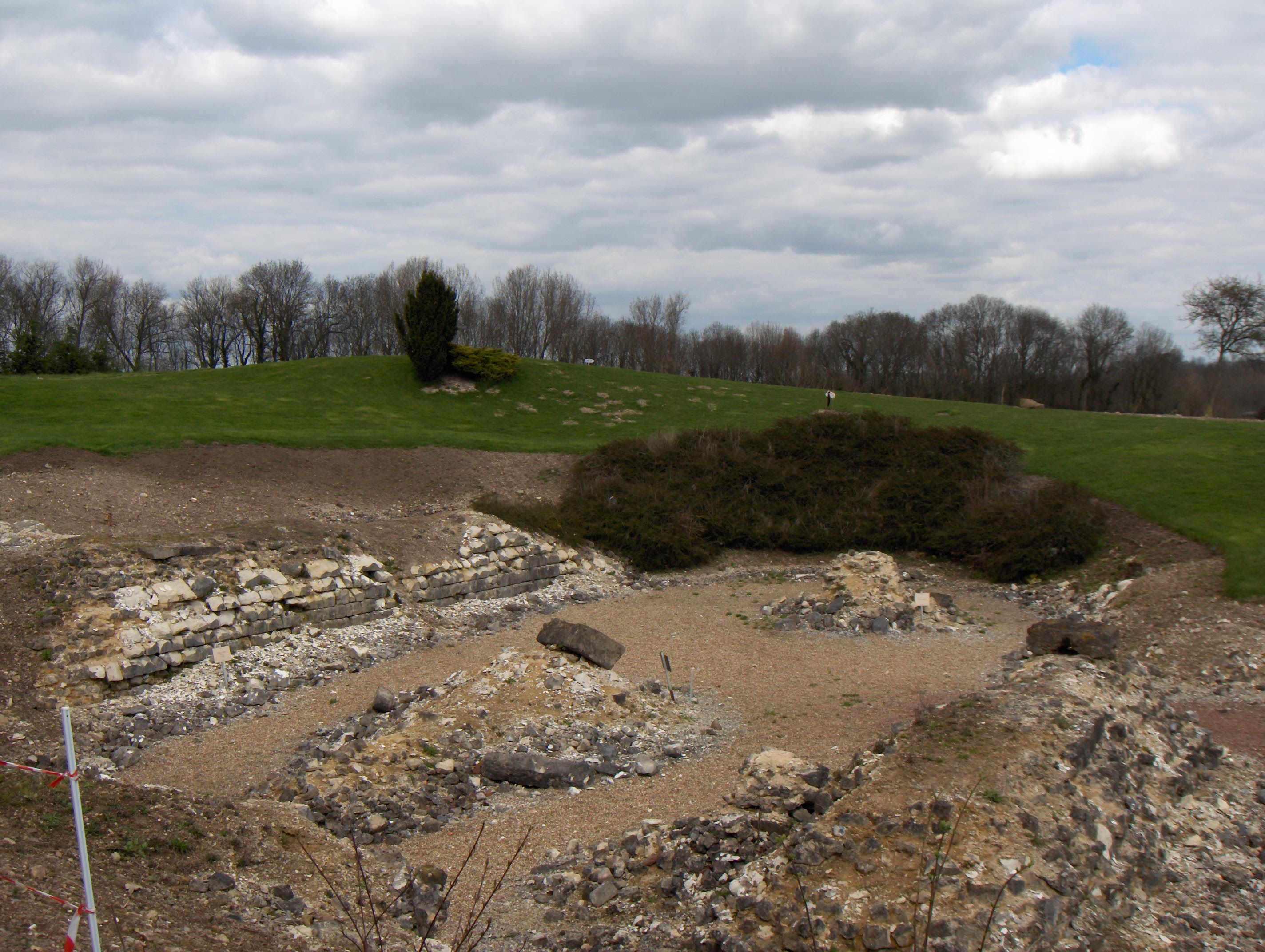
Opgraving van de resten van de kathedraal van Terwaan

De geschiedenis van Terwaan verwijst niet zozeer naar het huidige Franse dorpje Thérouanne, maar naar de stad Terwaan of Terwanen, die tot 1553 op die plaats lag.

## Oudheid
Tarvenna of Tervanna was de grootste nederzetting van de Morinen, een stam  die behoorde tot de Belgae en ruwweg het gebied tussen de Aa en Boulogne-sur-Mer bewoonde. Tijdens de Gallische Oorlog bezette Julius Caesar in 56 v.Chr. hun gebied. Door zich terug te trekken in de bossen en moerassen probeerden ze onderwerping te voorkomen, doch zonder succes.
De Romeinse invloed was in deze uithoek van het Rijk vooral voelbaar in het stedelijk centrum Ter-wenna (wenna of 'waan' was de oude naam voor de rivier, nu 'petit Lys' genaamd), dat dan ook al snel werd omgedoopt tot Colonia Morinorum (hoofdplaats van de Civitas Morinorum, d.i. het district der Morinen). Als zodanig vormde het ook een knooppunt van heirwegen die tot op vandaag nog gemakkelijk te volgen zijn: de D341 van Bononia (Zosimus) of Portus Itius (aldus Caesar, of Boulogne-sur-Mer, vanwaar de Via Belgica Europa intrekt) over Terwaan naar Nemetacum (Atrecht) en Colonia Claudia (Keulen), en de D190 naar Kassel. De D192 vormt de aanzet tot de Leulène, een bochtige tertiaire weg naar de kust bij Wissant, waarvan de loop slechts gedeeltelijk bewaard bleef en die zeer waarschijnlijk veel ouder is dan de Romeinse heirwegen. Het einde van deze era kwam in 407, toen het stadje platgebrand werd.
De naam 'Terenburg' is nooit in gebruik geweest, maar is een linguïstische romantische idee van Jean-Marie Gantois.

## Bisschopsstad in de vroege Middeleeuwen
In de 7e eeuw trouwde Folchaide van Terwaan (geb. ca. 621) met koning Theodo II van Beieren. Hun dochter Willigarde van Beieren (geb. ca. 664) werd de moeder van Rotrude van Trier (690-724), een van de vrouwen van Karel Martel, de grootvader van Karel de Grote.
Terwaan herleefde nadat Audomarus of Omaar, een monnik uit de Abdij van Luxeuil, tussen 639 en 667 de evangelisatie van het huidige arrondissement Sint-Omaars ondernam en op het einde van zijn leven, met de steun van Acharius en de Merovingische vorst Dagobert, de eerste bisschop van Terwaan werd. Hij werd daarbij geholpen door Bertinus van Artesië, naar wie de Abdij van Sint-Omaars werd vernoemd (Abdij van Sint-Bertinus). Het territorium van het bisdom werd in het noorden begrensd door de IJzer en in het zuiden door de Canche en de Leie, en was ondergeschikt aan het aartsbisdom Reims.

## Een betwiste stad
De stad werd een twistappel tussen de Franse koningen en hun vazallen de graven van Vlaanderen, die vanaf de 9e eeuw gewapenderhand hun gebied naar het zuiden uitbreidden, waardoor ook Terwaan tot hun graafschap ging behoren. In een poging om de Franse koning Filips II August in zijn invloedssfeer te brengen, huwde de Vlaamse graaf Filips van de Elzas zijn nicht Isabella van Henegouwen aan de jonge vorst uit en gaf hij haar het zuiden van Vlaanderen mee als bruidsschat. Dat draaide anders uit, want de koning scheurde zijn geschenk in 1191 van Vlaanderen af en voegde het later bij het graafschap Artesië.
Begin 14e eeuw probeerde Vlaanderen de stad terug in handen te krijgen. De  kleinzoon van Gwijde van Dampierre, Willem van Gulik de Jongere, verleende op 12 juli 1303 als ruwaard van Brugge steun bij de verovering van Terwaan (Terwagne) op de Fransen, nadat hij die eerder dat jaar reeds tijdens de Slag bij Arke verplicht had het veld te ruimen. Na de invasie van Zeeland begonnen de Vlamingen dat jaar een offensief in het zuiden. Bij Kassel werd een leger verzameld dat de grens overtrok en Sint-Omaars aanviel, waarbij de Fransen vluchtten. Het Vlaamse leger plunderde de hele streek rond Sint-Omaars en Terwaan en viel in augustus ook nog het land van Doornik binnen. In enkele maanden tijd waren aldus zowel de Vlaamse noord- als zuid- en zuidwestgrens stevig beveiligd. In augustus begon Filips de Schone met de vorming van een nieuw leger, maar door muiterij vanwege achterstallige soldij kon hij niet in actie komen. In september kwam hij daarom een wapenstilstand overeen met de Vlamingen tot mei 1304, die later werd verlengd tot juni 1304. Dit bestand gaf de Fransen de kans om opnieuw een leger op te bouwen. Ook werd militaire steun verkregen van Engeland en Brabant, en politieke steun met de zegen van paus Benedictus XI.
Nadat gravin Margaretha van Male in 1369 met Filips de Stoute, hertog van Bourgondië was gehuwd, bracht zij hem Vlaanderen als bruidsschat aan. Zelf erfde de hertog in 1384 Artesië, zodat beide delen weer bij elkaar werden gebracht, nu als twee afzonderlijke entiteiten. Toen hertog Karel de Stoute een kleine eeuw later zijn rijk probeerde uit te breiden en daardoor in conflict raakte met koning Lodewijk XI van Frankrijk, kwam het tot een reeks schermutselingen tussen beiden, culminerend in de Slag bij Nancy in 1477, waar Karel de dood vond. Dit was meteen het einde van het Bourgondische era en het onafhankelijkheidsstreven van het hertogdom.
Terwijl de koning van Frankrijk poogde zijn zoon en dauphin Charles met Maria van Bourgondië, dochter en erfgename van Karel de Stoute, te laten huwen, verkoos zij een huwelijk met Maximiliaan I van Habsburg aan te gaan, dat plaats had op 19 augustus 1477. Daardoor kwam een eind aan haar korte persoonlijke regeerperiode en vielen de Nederlanden nu onder de kroon van het huis Habsburg. Maar hiermee gingen ook de Habsburgse en de Bourgondische erflanden samen zodat de hoop ontstond dat aan de poging van Lodewijk XI om Bourgondië van de kaart te vegen een halt kon toegeroepen worden en de Franse dreiging het hoofd geboden kon worden.
De koning probeerde daarop Artesië terug bij de kroondomeinen te voegen door het militair te veroveren. Met veel geweld bezette hij Doornik en Terwaan en belegerde hij in 1479 Atrecht, waarvan na de inname alle inwoners werden verjaagd en vervangen door Fransen uit de Loirestreek. Ontsteld en ontstemd door deze handelwijze kozen de Staten van Artesië de zijde van Maria van Bourgondië. De steden van Vlaanderen waren zich na de innames bewust geworden van het Franse gevaar en steunden nu de hertogin in haar strijd tegen Frankrijk.
Daarop trok Maximiliaan, met het oogmerk de erflanden van zijn vrouw te verdedigen, tegen de Fransen in het veld en leverde op 7 augustus 1479 te Enguinegatte (iets ten zuiden van Terwaan) slag met hen. De uitslag bleef evenwel onbeslist waardoor beide tegenstanders min of meer gedwongen waren vrede te sluiten. Beiden tekenden dus in 1482 de Vrede van Atrecht, die Artesië aan Maximiliaan en Maria toewees, echter zonder de Calaisis (dat in Engelse handen was), de Boulonnais en de bisschopsstad Terwaan. Terwaan werd door de Vrede van Senlis (1493) een Franse enclave in het Habsburgse Artesië, net als Atrecht.

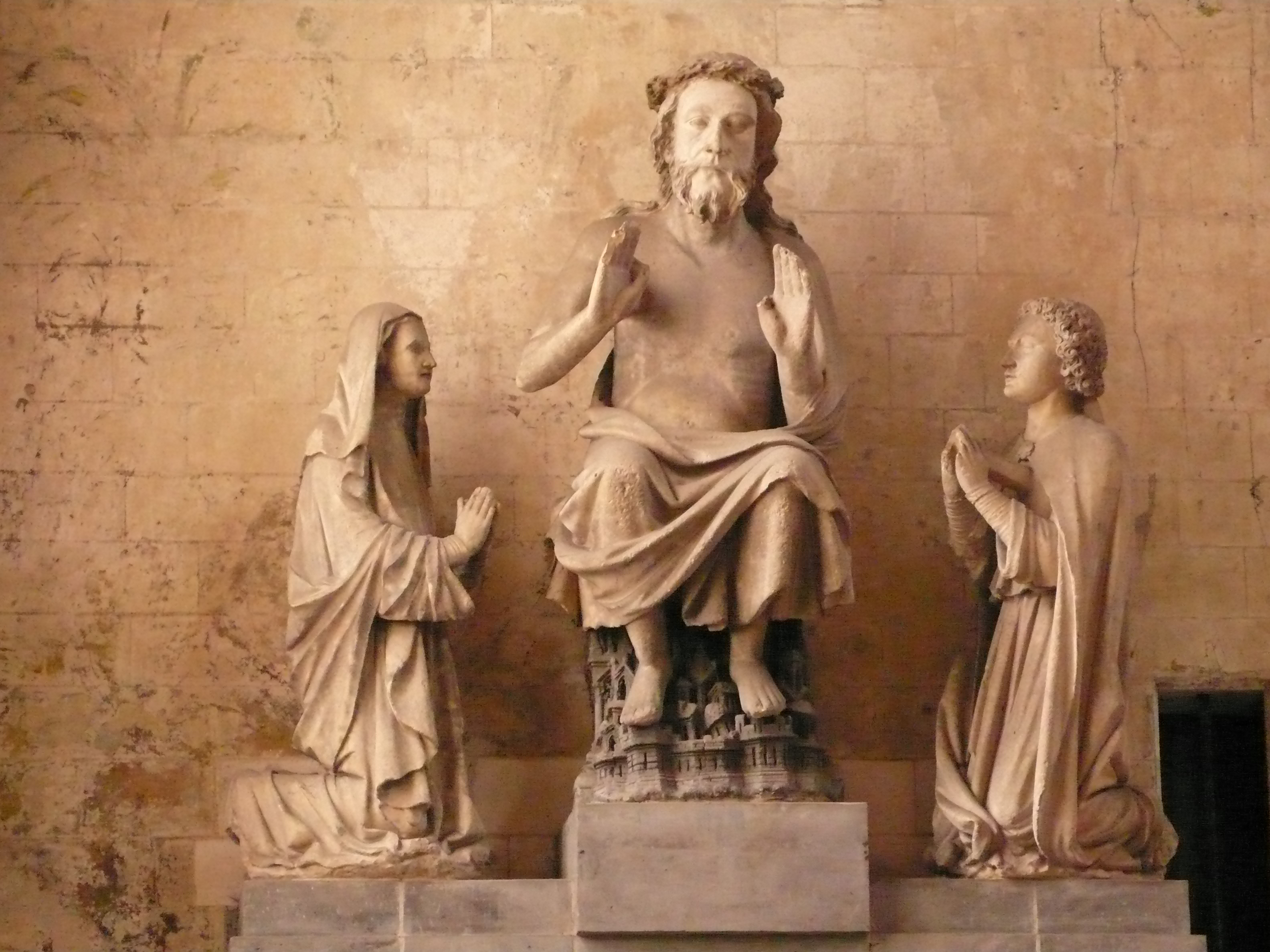
Le Grand Dieu de Thérouanne, in de kathedraal van Sint-Omaars.

Spanningen met Frankrijk bleven bestaan en leidden in 1513 tot een nieuwe slag bij Guinegate. De Damesvrede van Kamerijk, waarin Frankrijk formeel elk recht op Vlaanderen en Artesië opgaf, leek in 1529 rust te brengen, maar de Franse koning begon zijn Terwaanse enclave intensief te versterken. Tussen 1521 en 1544 werden door het Franse garnizoen van de stad frequent omliggende dorpen verwoest. Zelf werd de stad in 1537 belaagd en bleven de vestingwerken slechts overeind door een in laatste instantie gesloten vredesverdrag.

## Vernietiging
Uiteindelijk leidden de grensoorlogen tussen keizer Karel V en de Fransen in 1553 tot de volledige vernietiging van Terwaan. Het waren de moegetergde Staten van Artesië die de keizerlijke troepen naar de stad hadden geroepen. Hun bevelhebber Adriaan van Croÿ was afkomstig uit het geplaagde ommeland van Terwaan. Wellicht was hij degene die Karel V na een hard beleg suggereerde de stad met de grond gelijk te maken, al zon de keizer hoe dan ook op wraak na zijn mislukte beleg van Metz (fr). Op 20 april 1553 kwam het bevel de stad (met een grote kathedraal, twee parochiekerken en verschillende kloosters en abdijen) tot op de grond af te breken. Dit gebeurde zó volledig dat recente opgravingen de grootste moeite hebben gehad om de opgegraven resten te interpreteren. Er zou ook zout zijn gestrooid opdat er nooit meer iets zou kunnen groeien. De vernietiging van de bisschopsstad nam de ganse zomer 1553 in beslag. Slechts enkele brokstukken bleven gespaard, waaronder het beroemde gevelveld van de kathedraal met Le Grand Dieu de Thérouanne (midden 13e eeuw), dat naar de naburige kathedraal van Sint-Omaars werd overgebracht. Ook het naburige Hesdin en zijn beroemde kasteel werden in 1553 met de grond gelijk gemaakt.
Het Verdrag van Cateau-Cambresis bepaalde in 1559 dat Terwaan niet mocht worden heropgebouwd. Het bisdom Terwaan werd opgeheven en verdeeld over de nieuwe bisdommen Boulogne, Sint-Omaars en Ieper. De Franstalige delen ressorteerden hierbij onder Boulogne en Sint-Omaars, terwijl de Nederlandstalige delen onder Ieper gebracht werden.

## Bisdom Terwaan
Het bisdom Terwaan was een van de rijkste en meest uitgestrekte van heel West-Europa.
Als belangrijkste bisschop van Terwaan kan Johannes van Waasten (1099-1130) worden beschouwd, die aan het begin 12e eeuw de invoering van de Gregoriaanse hernieuwingsbeweging tot stand bracht. De laatste bisschop, Antonius II van Créquy, werd aangesteld in februari 1552, maar kon door de verwoesting van Terwaan nooit officieel geïnstalleerd worden. Hij werd op 15 december 1553 benoemd tot bisschop van Nantes. Tegenwoordig ressorteert het gebied van Terwaan onder het bisdom Atrecht.
Van het oude bisdom Terwaan is door de verwoesting in de 16e eeuw weinig archief overgeleverd. De belangrijkste delen bevinden zich heden in het Stadsarchief van Sint-Omaars (bewaard in de Bibliothèque de l'Agglomération de Saint-Omer) en in het Bisschoppelijk Archief te Brugge (Y-reeks met betrekking tot Ieper). Recent is evenwel de synodale wetgeving van het bisdom uitgegeven.